# 蘇克雷航空157號班機空難
苏克雷航空157号班机是1架由哥倫比亞卡雷尼奥港的赫曼·奧拉諾機場飛往哥倫比亞波哥大的定期货运航班。
2016年12月20日下午，1架注册号为HK-4544的波音727-2J0F在起飛時衝出跑道，右起落架斷裂導致液壓外洩，飛機爬升至700英尺時開始向右傾之後墜毀，機上6人中只有1人生還。

## 涉事飛機
涉事飛機是一架波音727-200advF（改良版）曾在1975年完成製造並交付給牙買加航空，與1997年退役並且改裝為貨機，閒置直至2008年出售給蘇克雷航空。事發時機齡為41年，機身註冊編號為HK-4544，搭配3具普惠JT8D引擎。

## 机组人员
事故航班的机长为58岁，事发时有8,708小時的飛行經驗，其中6,822小時在波音727上。副駕駛時年39歲，飛行時間為3,825小時，全部飛行時間都在波音727上。飛行工程師時間72歲飛行時間為1,612小時。飛機航班本身原訂搭載五人，但起飛時有不明人士搭乘飛機，實際人數為6人。

## 事發過程
下午5點10分，飛機前往滑行道上，準備在25號跑道掉頭起飛。起飛時風向10度，風速8節。起飛時襟翼設置為30度，在5點18分抵達跑道頭起飛。飛機滑出跑道95米後勉強離地，擦撞到機場鐵絲網以及一條泥土路，飛機的右起落架被撞毀，導致一號液壓系統損毀，使得飛機3號引擎（右側引擎）停運，導致飛機向右側傾斜。飛機爬升至不足800英尺後開始下墜且往右側傾斜，隨後墜毀在機場附近的一塊平坦的空地上。機上6人中，只有1人生還。

## 事故調查
在事故發生之後，哥倫比亞航空事故調查委員會在墜機報告上指出了有3個墜機原因：
- 飛行員在起飛時抬輪的角度過低，一般來說每秒爬升角度增加率應該為2-3度，但飛行員爬升角度只有1度，如果能更快的爬升，就能避開撞擊到鐵絲網，導致起落架與液壓損壞而墜毀。
- 飛行員失誤，起飛時計算風速錯誤，在起飛時又遇到尾風，同時也增加了起飛難度，這也是導致墜機的原因。